# Aver-o-Mar (bairro)

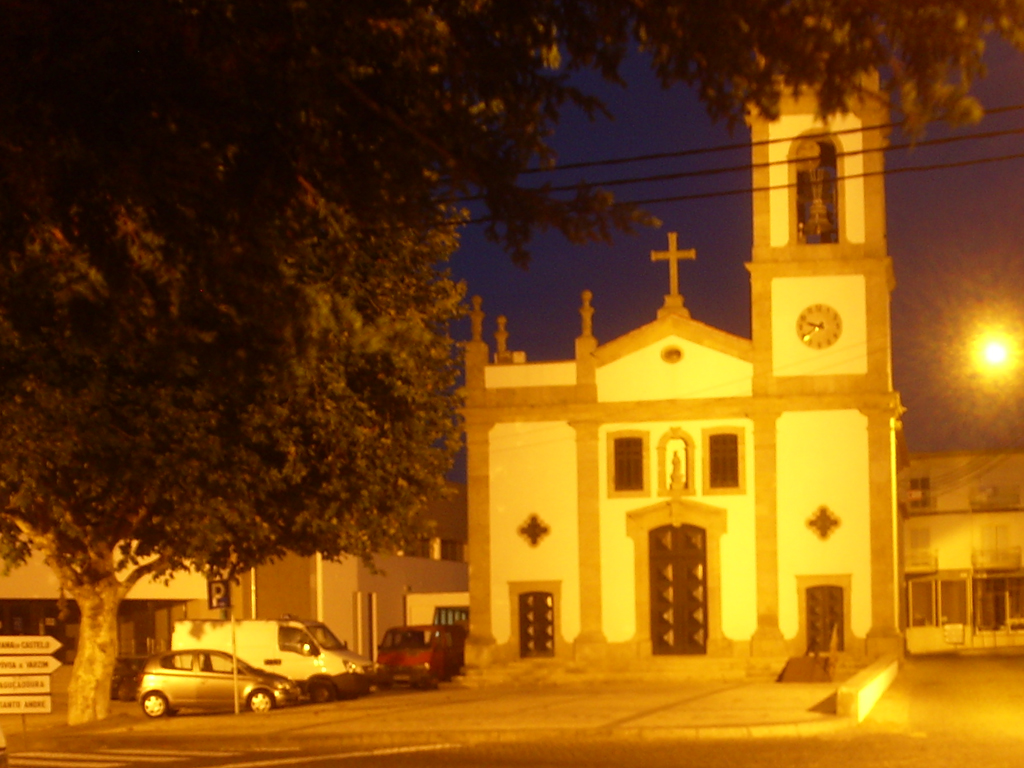
Igreja Senhora das Neves.

Aver-o-Mar é uma zona na cidade da Póvoa de Varzim em Portugal, e é também uma das onze partes da cidade. Aver-o-Mar localiza-se a norte do Centro da Póvoa de Varzim. Esta parte da cidade assenta no norte da freguesia de Aver-o-Mar e corresponde aos limites do casario da antiga aldeia de Aver-o-Mar.

## Geografia

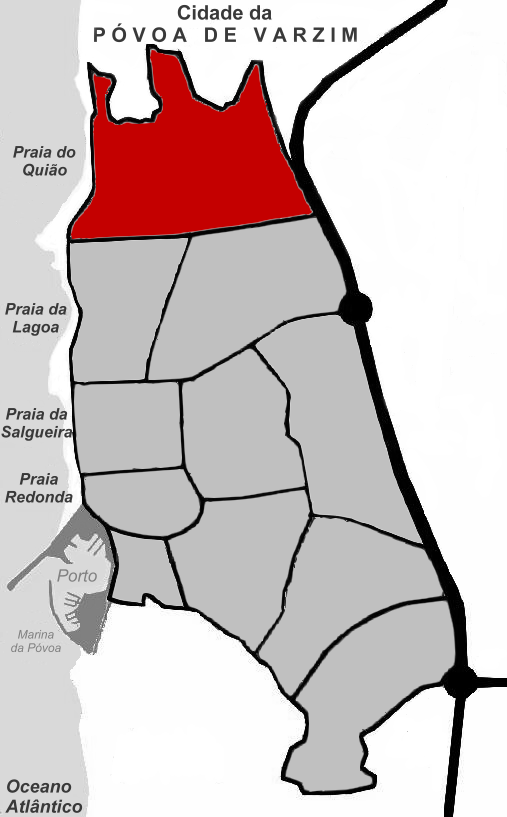
Localização de Aver-o-Mar na cidade.

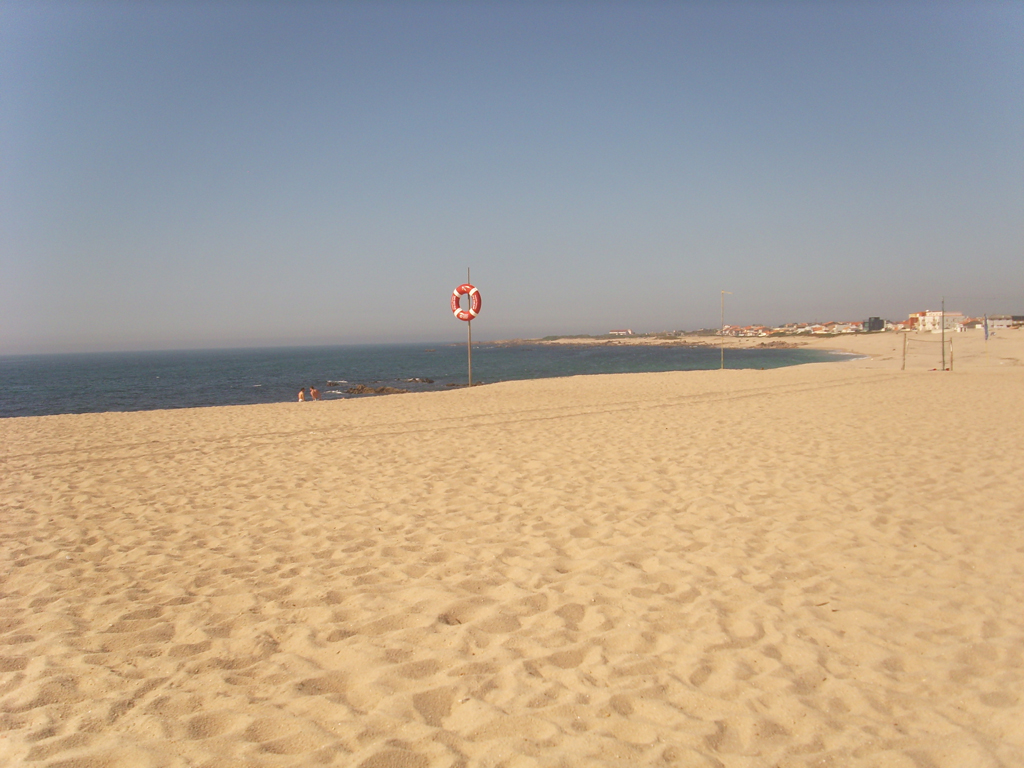
A praia da Fragosa. A principal praia de Aver-o-Mar.

Aver-o-Mar está limitada a Norte pela Aguçadoura, a Este por Amorim e a sul pelo Agro-Velho e a poente tem costa no Atlântico entre as praias da Fragosa e do Quião.
Aver-o-Mar compreende locais de carácter distinto. O litoral norte da freguesia, entre o Esteiro e o Cabo de Santo André, corresponde à antiga aldeia de Santo André, lugar piscatório, e entre a igreja paroquial e a Estrada Nacional 13, o antigo núcleo rural de Aver-o-Mar do qual resta o casario delimitado pelo Plano de Urbanização da Póvoa de Varzim.
Aver-o-Mar é caracterizada por ter uma parte mais rural, mas também uma mais urbana onde se encontram algumas das maiores vias da freguesia, nomeadamente: Avenida dos Pescadores, Avenida Jardim da Praia e Rua do Sargaceiro, a percorrerem a parte poente, junto às praias. A Estrada Nacional 13, ali denominada Rua Gomes de Amorim, cruza Aver-o-Mar, dividindo-a assim da sua zona nascente.
Na década de 1970, os lugares que integravam o bairro de Aver-o-Mar incluíam o Agro Velho, Fragosa, Paranho da Areia, Mourincheira, Fontes Novas, Sesins, Paranho, Aldeia Nova, Perlinha, Boucinha, Refojos, Palmeiro, Caramuja, Paço, Finisterra, Paralheira, Sencadas e Santo André.

## História
Aver-o-Mar aparece pela primeira vez em 1099 com a denominação Abonemar. O povoamento do lugar deveu-se ao cavaleiro medieval D. Lourenço Fernandes da Cunha e seus sucessores que viviam em Varzim dos Cavaleiros.
A capelinha de Nossa Senhora das Neves já existia no século XV, que seria aumentada no século XVIII. A igreja actual data de 1883 e a paróquia de Aver-o-Mar foi criada em 1922 por desanexação da paróquia de Amorim, coincidindo com a criação da freguesia civil.
Em meados do século XIX, a grande aldeia de Avelomar era tida como uma aldeia de casinhas brancas desde um sítio que se chamava Lameiro até à borda de água e na parte mais elevada do areal havia uma fileira comprida de moinhos, a guarda avançada no areal da primeira fileira de casas. A maioria da população vivia da agricultura e uma outra da pesca. Estabelece-se então uma Aldeia Nova, que são as últimas casas no areal onde vivam pescadores audazes.

## Festas e romarias
A principal festividade de Aver-o-Mar é a Festa de Nª Srª das Neves, que decorre no Domingo mais próximo do dia 7 de Agosto.
Por outro lado, a Festa de Santo André ou, mais propriamente, Romaria de Santo André, a 30 de Novembro, é de carácter mais abrangente, sendo uma das principais e mais antigas devoções religiosas dos pescadores da Póvoa de Varzim.